# Julien Alfred
Julien Alfred (Castries, 2001. június 10. –) olimpiai bajnok Saint Lucia-i rövidtávfutó. Saint Lucia első olimpiai éremszerzője és első olimpiai bajnoka.

## Pályafutása
Már kisiskolásként felhívta magára a figyelmet, amikor mezítláb futva idősebb fiúkat is legyőzött az iskolai versenyeken. 14 éves korában Jamicába költözött, ahol az atlétikának nagyobb hagyományai vannak, mint hazájában. 2018-ban ösztöndíjat kapott és Texasban folytathatta tanulmányait. Ott lett edzője a kanadai távolugró olimpikon, Edrick Floréal. 2015-ben megnyerte az U15-ös Közép-Amerikai és Karibi térség bajnokságát. 2015-ben és 2017-ben Saint Luciában az év ijfúsági sportolójának választották. A 2018-as ifjúsági olimpián 100 méteres síkfutásban ezüstérmes lett.
2022 márciusában az amerikai egyetemi bajnokságon 7,04 másodperces időt ért el a 60 méteres futam előfutamában fedett pályán, ami minden idők legjobb eredménye a bajnokságban. A döntőben 7,15-öt futva végül ötödik lett. A júniusban szabad téren rendezett egyetemi bajnokságon 100 méteren 11,02-es idővel győzött és a 4×100 méteres váltóval is aranyérmes lett. Első világbajnokságán 2022-ben a 100 méteres távon indult, az előfutamból 10. legjobb idővel jutott tovább, az elődöntőben viszont rossz rajtja miatt kizárták. Két héttel később a Nemzetközösségi játékokon az olimpiai bajnok jamaicai Elaine Thompson-Herah mögött lett ezüstérmes 11,01 másodperces eredménnyel.
2023 év elején 60 méteren tovább javított előző évi egyetemi rekordján, 7,02-vel győzött az albuquerquei versenyen. Két héttel később ezt a rekordját is felülmúlta, 7,00-es idővel nyert az egyetemi bajnokságban. Február végén a Big 12-es fedett pályás egyetemi versenyen első női futóként került 7 másodperc alá, 6,97-tel nyerte futamát. A márciusban elért 6,94-es ideje már nem csak egyetemi szinten kiemelkedő, hanem minden idők második legjobb eredménye ezen a távon, az orosz Irina Privalova 1993 óta fennálló világcsúcsától 2 századdal marad el. 40 perccel azután, hogy elérte ezt az eredményt, a 200 méteres távon is rajthoz állt és 22,01 másodperces idővel győzött, ami szintén minden idők második legjobb női eredménye. A budapesti világbajnokság előtt részt vett a Székesfehérváron rendezett Gyulai István Memorialon és a 100 méteres távot 10,89-es idővel nyerte meg az esélyesebb amerikai Sha'Carri Richardson előtt. A világbajnokságon 100 és 200 méteren is indult. A rövidebb távon 10,93-mal lett ötödik, míg 200 méteren 22,05-tel a negyedik helyen végzett.
A 2024-es fedett pályás világbajnokságon Glasgowban megszerezte hazája első érmét a fedett pályás világbajnokásgokon, miután 6,98-as idővel győzni tudott 60 méteren. Júniusban Jamaicában futott 10,78-as egyéni csúcsot 100 méteren. Júliusban a Gyulai István Memorialon a 200 méteres távon indult és győzött 22,16-os idővel. Az olimpia előtt két Diamond League versenyen indult még, Monacóban 100 méteren győzni tudott, Londonban pedig 200 méteren ezüstérmes lett az amerikai Gabrielle Thomas mögött 21,86-os egyéni csúcsot futva. A párizsi olimpián 100 méteren megszerezte hazája első olimpiai érmét, miután a világbajnok Sha'Carri Richardson előtt célba érve megnyerte a futamot 10,72-es egyéni csúccsal. 200 méteren pedig ezüstérmet szerzett Gabrielle Thomas mögött 22,08 másodperces idővel.

## Egyéni legjobbjai
| Táv   | Eredmény | Helyszín                               | Időpont            |
| ----- | -------- | -------------------------------------- | ------------------ |
| 60 m  | 6,94     | Albuquerque, Amerikai Egyesült Államok | 2023. március 11.  |
| 100 m | 10,72    | Párizs, Franciaország                  | 2024. augusztus 3. |
| 200 m | 21,86    | London                                 | 2024. július 20.   |